# Auburn (New Hampshire)
Auburn è un comune degli Stati Uniti d'America facente parte della contea di Rockingham nello stato del New Hampshire.